# Кумир подростков
Кумир подростков (подростковый кумир) — термин, характеризующий знаменитость (необязательно подросткового возраста), популярную среди подростков. Часто среди них бывают поп-звезды, актёры и спортсмены. Их популярность может распространяться и на взрослых.

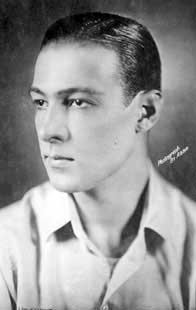
Рудольфо Валентино, один из первых кумиров подростков XX века

Термин «кумир подростков» вошёл в употребление СМИ в XX веке. Среди первых примеров (часто это актёры, имеющие большой успех у женщин) был Рудольфо Валентино, чья внешность и популярность среди женщин были показаны в немом кинофильме Шейх. Валентино пользовался такой популярностью у женщин, что его смерть в 1926 году вызвала массовые истерии. Среди мужчин была популярна Джуди Гарленд. Однако первым кумиром подростков принято считать Фрэнка Синатру, который пользовался невероятной популярностью среди девочек-подростков.
Несмотря на некоторые отличия, к примеру во Франции, ценностная характеристика актёров-кумиров подростками обоих полов практически однозначна.